# Earl Jean
Earl Jean (Castries, Santa Lucía; 9 de octubre de 1971) es un exfutbolista y entrenador de fútbol de Santa Lucía que jugaba en la posición de delantero. Actualmente es asistente técnico del W Connection de Trinidad y Tobago.

## Carrera

### Club
| Periodo   | Club                |
| --------- | ------------------- |
| 1991–1992 | UD Oliveirense      |
| 1992–1993 | CF União de Coimbra |
| 1993–1995 | Leça FC             |
| 1995–1996 | FC Felgueiras       |
| 1996–1997 | Ipswich Town FC     |
| 1997      | Rotherham United FC |
| 1997–1999 | Plymouth Argyle FC  |
| 1999      | W Connection        |
| 2000      | Hibernian FC        |
| 2000–2002 | W Connection        |
| 2002      | Hefei Chuangyi      |
| 2003–2007 | W Connection        |
| 2008–2009 | San Juan Jabloteh   |

### Selección nacional
Jugó para Santa Lucía de 1990 a 2004 con la que disputó 23 partidos y anotó 20 goles, siendo el goleador histórico de la selección nacional.

## Logros

### Club
- Tercera División de Portugal: 1

1992/93
- Liga de Honra: 1

1994/95
- Copa de Trinidad y Tobago: 2

1999, 2002
- TT Pro League: 3

2001, 2005, 2008
- Copa de la Liga de Trinidad y Tobago: 5

2001, 2004, 2005, 2006, 2007
- Pro Bowl de Trinidad y Tobago: 4

2001, 2002, 2004, 2007
- CFU Club Championship: 1

2002

### Individual
- Bota de Oro de la TT Pro League: 1

2005